# پوکتناک (کنتیکت)
پوکتناک (به انگلیسی: Poquetanuck) یک منطقهٔ مسکونی در ایالات متحده آمریکا است که در کنتیکت واقع شده‌است.